# Ivan Mașkov
Ivan Pavlovici Mașkov (în rusă Иван Павлович Машков; n. 13 ianuarie 1867, Lipețk, Imperiul Rus – d. 13 august 1945, Moscova, RSFS Rusă, URSS) a fost un arhitect și restaurator⁠(d), notabil pentru topografia și refacerea Catedralei Adormicii Maicii Domnului din Moscova, a Cimitirului Novodevici⁠(d) și alte câteva clădiri medievale.